# Brevitalitrus strinatii
Brevitalitrus strinatii is een vlokreeftensoort uit de familie van de Talitridae. De wetenschappelijke naam van de soort is voor het eerst geldig gepubliceerd in 1997 door Stock.